# Stazione di Vilpiano-Nalles
Stazione di Vilpiano-Nalles vasútállomás Olaszországban, Trentino-Alto Adige régióban, Terlano településen.

## Vasútvonalak
Az állomást az alábbi vasútvonalak érintik:
- Bolzano–Merano-vasútvonal

## Kapcsolódó állomások
A vasútállomáshoz az alábbi állomások vannak a legközelebb: 
- Stazione di Gargazzone
- Stazione di Terlano-Andriano